# La Magne
Pour les articles homonymes, voir Magne.
La Magne est une localité et une ancienne commune suisse du canton de Fribourg, située dans le district de la Glâne.

## Histoire
La Magne est constituée de fermes dispersées, à l'écart de la route Romont-Bulle. La localité fit partie du bailliage (1536-1798), puis district de Romont (1798-1848). La Magne a toujours relevé de la paroisse de Vuisternens-devant-Romont et possède un oratoire dédié à Notre-Dame-des-Petits-Marais. L'ancienne commune a conservé son caractère agricole (sept exploitations en 2000), essentiellement orienté vers l'élevage et la production de lait.
Depuis 2003, La Magne fait partie de la commune de Vuisternens-devant-Romont.

## Toponymie
1364 : Alamania

## Démographie
La Magne comptait 65 habitants en 1811, 78 en 1850, 80 en 1900, 69 en 1950, 34 en 1980, 48 en 2000.